# Classificatori della lingua birmana
I classificatori ((EN)  classifier o measure word), nella lingua birmana, sono delle parole che, analogamente a quanto avviene in cinese, si inseriscono tra un numero e un sostantivo quando viene espresso il numero o la quantità del sostantivo stesso. Come detto, i classificatori si posizionano tra numero e sostantivo, a meno che non sia un numero tondo (che termina con zero); in tal caso, il classificatore precede il numero. Il sostantivo al quale il numero si riferisce può essere omesso se lo si desume dal contesto.
L'unica eccezione a questa regola sono le misure del tempo e dell'età (minuti, ore, giorni, anni, ecc.); in questi casi, i sostantivi sono essi stessi classificatori, e non sono richieste ulteriori aggiunte.

## Classificatori
Nella tabella che segue sono riportati i principali classificatori della lingua birmana, corredati di significato e uso.
| Birmano             | IPA               | Traslitterazione  | Uso principale |
| Persone e animali   | Persone e animali | Persone e animali | Persone e animali |
| ------------------- | ----------------- | ----------------- | --- |
| ကောင်                  | [kàuɴ]            | kaung             | animali |
| ပါး                   | [pá]              | pa                | persona consacrata (ad esempio un monaco buddista o una suora)                                                                                        |
| ယောက်                  | [jauʔ]            | yauk              | persone (classificatore generico) |
| ရှဉ်း                  | [ʃíɴ]             | shin              | coppie di bovini da tiro |
| ဦး                   | [ʔú]              | u                 | persone, monaci e suore |
| Other measure words |                   |                   | |
| ကုံး                   | [kóuɴ]            | koun              | ghirlande, collane, oggetti lunghi come fili o corde                                                                                                  |
| ကျိုက်                  | [tɕaiʔ]           | kyaik             | quantità di liquido o cibo trangugiata |
| ကျိပ်                  | [tɕeiʔ]           | kyeik             | oggetti a gruppi di dieci |
| ခါ                   | [kʰà]             | kha               | numero di volte |
| ခု                   | [kʰṵ]             | khu               | oggetti (classificatore generale) |
| ခက်                  | [kʰɛʔ]            | khet              | rami, steli di fiori |
| ခင်                  | [kʰìɴ]            | khin              | matasse di lana o cotone |
| ခေါင်း                  | [kʰáuɴ]           | khaung            | matasse di filato |
| ခိုင်                  | [kʰàiɴ]           | khaing            | mazzi di fiori, gruppi di frutti |
| ခေါက်                  | [kʰauʔ]           | khauk             | trips |
| ခွေ                   | [kʰwè]            | khway             | anelli, bobine |
| ခွန်း                  | [kʰúɴ]            | khun              | parole |
| ချီ                   | [tɕʰì]            | chi               | performance o show |
| ချိုး                   | [dʑó]             | cho               | componenti di una frazione o proporzione |
| ချက်                  | [tɕʰɛʔ]           | chet              | colpi di vario tipo, punti colpi di orologio, batteria, gong, ecc.                                                                                    |
| ချောင်း                  | [tɕʰáuɴ]          | chaung            | oggetti lunghi e sottili (come matite o bastoncini)                                                                                                   |
| ချပ်                  | [tɕʰaʔ]           | chat              | oggetti piatti (come ad esempio tavole) |
| ခြည်                  | [tɕʰì]            | chi               | anelli, braccialetti |
| စီး                   | [sí]              | si                | veicoli e animali da trasporto |
| စည်း                  | [sí]              | si                | fasci di qualcosa |
| စင်း                  | [síɴ]             | sin               | oggetti di forma lunga (come frecce, barche, automobili)                                                                                              |
| စောင်                  | [sàuɴ]            | saung             | scritti letterari, documenti, lettere, ecc. |
| စုံ                   | [sòuɴ]            | soun              | gruppi o paia |
| ဆ                   | [sʰa̰]             | hsa               | numero di volte per uguale importo |
| ဆူ                   | [sʰù]             | hsu               | oggetti sacri e parabaik |
| ဆောင်                  | [sʰàuɴ]           | hsaung            | edifici (come case, monasteri, edifici reali) |
| ဆိုင်း                  | [sʰáiɴ]           | hsaing            | turni di lavoro, squadre di lavoro, pacchetti di fogli d'oro                                                                                          |
| တန်                  | [tàɴ]             | tan               | diverse parti di un viaggio, parti di concetti astratti                                                                                               |
| တန့်                  | [ta̰ɴ]             | tan               | barre, strisce, ecc. |
| တုတ်                  | [touʔ]            | touk              | carcasse di lepri |
| တွဲ                   | [twɛ́]             | twe               | oggetti in coppie, mazzi o gruppi |
| တွက်                  | [twɛʔ]            | twet              | schiocchi delle dita |
| ထပ်                  | [tʰaʔ]            | htat              | strati, piani di edifici, ecc. |
| ထမ်း                  | [tʰáɴ]            | htan              | carichi trasportati con un palo per spalla |
| ထောက်                  | [tʰauʔ]           | htauk             | fasi di un viaggio, larghezza di un punto o punta di qualcosa                                                                                         |
| ထည်                  | [tʰɛ̀]             | hte               | articoli di abbigliamento |
| ထုပ်                  | [tʰouʔ]           | htout             | pacchi |
| ထုံး                   | [tʰóuɴ]           | htoun             | nodi, bobine, ecc. |
| ထွာ                   | [tʰwà]            | htwa              | lunghezza misurata in numero di palmi di mano |
| ထွေ                   | [tʰwè]            | htwei             | articoli vari; mazzi di carte da gioco |
| နပ်                  | [naʔ]             | nat               | pasti |
| ပါး                   | [pá]              | pa                | persone o oggetti sacri (ad esempio i monaci buddisti)                                                                                                |
| ပေါ                   | [pɔ́]              | paw               | fasci di piantine |
| ပေါက်                  | [pauʔ]            | pauk              | punti o gocce |
| ပိုင်                  | [pàiɴ]            | paing             | abito da monaco; pezzo di seta usato come copricapo                                                                                                   |
| ပိုင်း                  | [páiɴ]            | paing             | parte o divisione di qualcosa |
| ပတ်                  | [paʔ]             | pat               | settimane |
| ပင်                  | [pìɴ]             | pin               | cose alte e verticali (alberi, piante, pali, ecc.); ciocche lunghe (capelli, filo, ecc.).                                                             |
| ပိုဒ်                  | [paiʔ]            | paik              | paragrafi |
| ပုဒ်                  | [pouʔ]            | poud              | parti di scrittura (ad esempio, articoli, versi, canzoni, ecc.)                                                                                       |
| ပုံ                   | [pòuɴ]            | poun              | pile di materiale |
| ပျစ်                  | [pjiʔ]            | pyit              | stuoie di palma ricoperte di paglia |
| ပြူး                   | [pjú]             | pyu               | oggetti in coppie |
| ပြိုက်                  | [pjaiʔ]           | pyaik             | frequenza di pioggia e no |
| ပြင်                  | [pjìɴ]            | pyin              | dottrine, concetti, dettami, ecc. |
| ပြာ                   | [pjàɴ]            | pyan              | numero di volte |
| ပွဲ                   | [pwɛ́]             | pwe               | piatti; offertori |
| ဖီး                   | [pʰí]             | hpi               | casco di banane |
| ဖောင်                  | [pʰàuɴ]           | hpaung            | altezza o profondità pari all'altezza di una persona in piedi con le mani sollevate (cioè dalla pianta dei piedi alla punta delle sue mani sollevate) |
| ဖုံ                   | [pʰòuɴ]           | hpoun             | oggetti in cumuli, lotti o pacchi |
| ဖန်                  | [pʰàɴ]            | hpan              | denota la frequenza |
| ဖြာ                   | [pʰjà]            | hpya              | denota varietà, diversità |
| ဖွာ                   | [pʰwà]            | hpwa              | numero di boccate (da sigarette, ecc.) |
| မည်                  | [mjì]             | myi               | ingredienti di un medicinale; genere di piatti serviti                                                                                                |
| မြူ                   | [mjù]             | myu               | vasi di vino di palma |
| မျက်                  | [mjeʔ]            | myet              | fasci di anelli in una matassa di cotone |
| မှုတ်                  | [m̥ouʔ]            | hmout             | quantità espressa in cucchiaia o mestoli |
| မြွှာ                   | [m̥wà]             | hmwa              | segmenti di frutta (come spicchi d'aglio); parti di un parto multiplo (come i gemelli)                                                                |
| မြှောင့်                  | [m̥ja̰uɴ]           | hmyaung           | segmenti divisi longitudinalmente (come spicchi d'aglio)                                                                                              |
| ယာ                   | [jà]              | ya                | quadratini fatti col betel |
| ယှက်                  | [ʃɛʔ]             | shek              | fette sottili di cibo (come pancake, waffle, ecc.) |
| ရန်                  | [jàɴ]             | yan               | paia di oggetti |
| ရပ်                  | [jaʔ]             | yat               | misura in termini di altezza d'uomo |
| ရေး                   | [jé]              | yei               | tratti di sonno |
| ရေစီး                  | [jè zí]           | yei zi            | foglie di un parabaik |
| ရိုက်                  | [jaiʔ]            | yaik              | lunghezze misurate in canne di bambù |
| ရစ်                  | [jiʔ]             | yit               | rate, palcoscenici, galloni, strisce, ecc. |
| ရွက်                  | [jwɛʔ]            | ywet              | fogli |
| လား                   | [lá]              | la                | gare in un concorso costituito da una serie di gare in macchine o barca                                                                               |
| လီ                   | [lì]              | li                | multipli, frequenza |
| လေး                   | [lé]              | lei               | usato in connessione con multipli o replicati, parti di una proporzione (frazione)                                                                    |
| လော                   | [lɔ́]              | law               | numero di volte |
| လက်                  | [lɛʔ]             | lek               | oggetti allungati; turni nel gioco dei dadi |
| လုတ်                  | [louʔ]            | lout              | bocconi di cibo |
| လုံး                   | [lóuɴ]            | loun              | oggetti tondi, globulari |
| လှိုင်း                  | [l̥áiɴ]            | hlaing            | covoni di risaia |
| လွှာ                   | [l̥wà]             | hlwa              | strati |
| ဝါး                   | [wá]              | wa                | palmo |
| သား                   | [θá]              | tha               | numero di tical o frazioni di un tical o di un viss (unità di misura birmane)                                                                         |
| သုတ်                  | [θouʔ]            | thouk             | movimenti in gruppo oppure operazioni a turno |
| သွယ်                  | [θwɛ̀]             | thwe              | cose lunghe e sinuose (come fili di perle, ghirlande di fiori); percorsi, vie, metodi, mezzi, ecc.                                                    |